# Ševčenkove
Ševčenkove (in ucraino Шевче́нкове?, Shevchenkove, AFI: [ˈʃɛu̯tʃenkowe], ), è un villaggio del distretto di Izmaïl, nell'oblast' di Odessa dell'Ucraina. Appartiene alla comunità territoriale di Kilija, una delle hromada dell'Ucraina. Si trova a 63 km da Izmaïl, e a 28 km dalla stazione ferroviaria di Dzinilor. Il territorio ha una topografia pianeggiante. Un grande gruppo di corpi idrici nei bacini del Danubio e del Mar Nero settentrionale è concentrato in un raggio di 30 km. Secondo il censimento del 2001, nel villaggio vivevano 5 625 abitanti, il territorio è di 6,37 km² (terreno agricolo — 98,68 km²), e secondo entrambi gli indicatori è il villaggio più grande del distretto.
Il villaggio fu fondato nel 1790 sotto la dominazione ottomana, con il nome di Karamahmet. Fu ribattezzato Ševčenkove nel 14 novembre 1945, in onore del poeta-kobzar Taras Ševčenko. A partire dal 17 luglio 2020, nell'ambito della riforma amministrativa in Ucraina, Ševčenkove è entrata a far parte del distretto di Izmail, a seguito dell'abolizione del distretto di Kilija.

## Galleria d'immagini

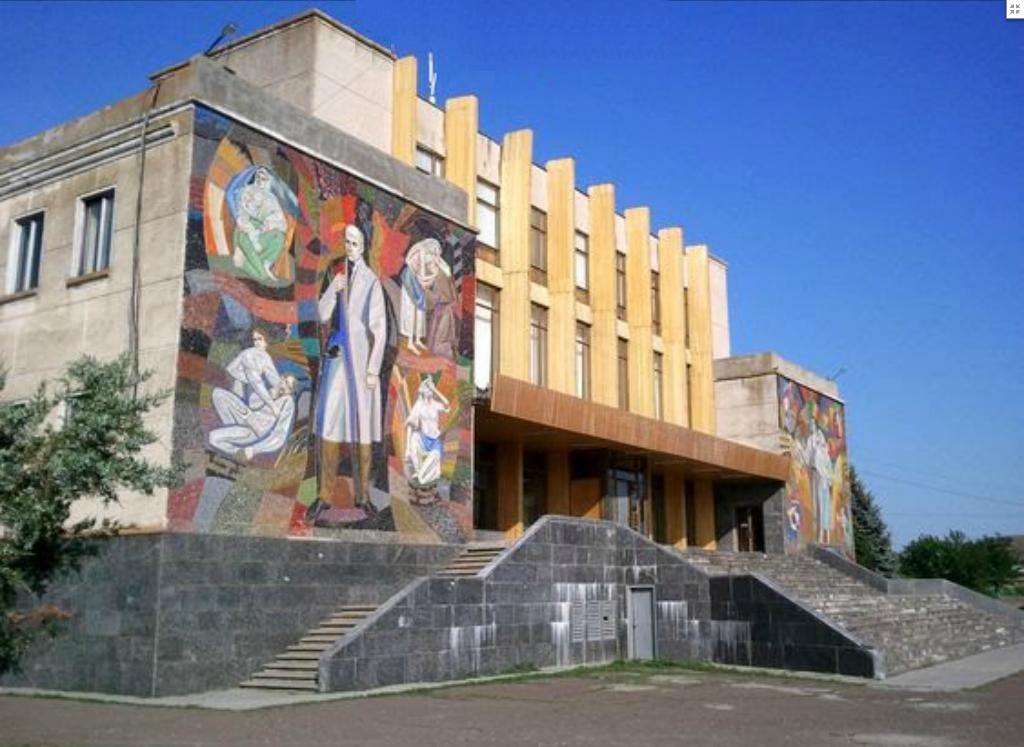
Palazzo della Cultura
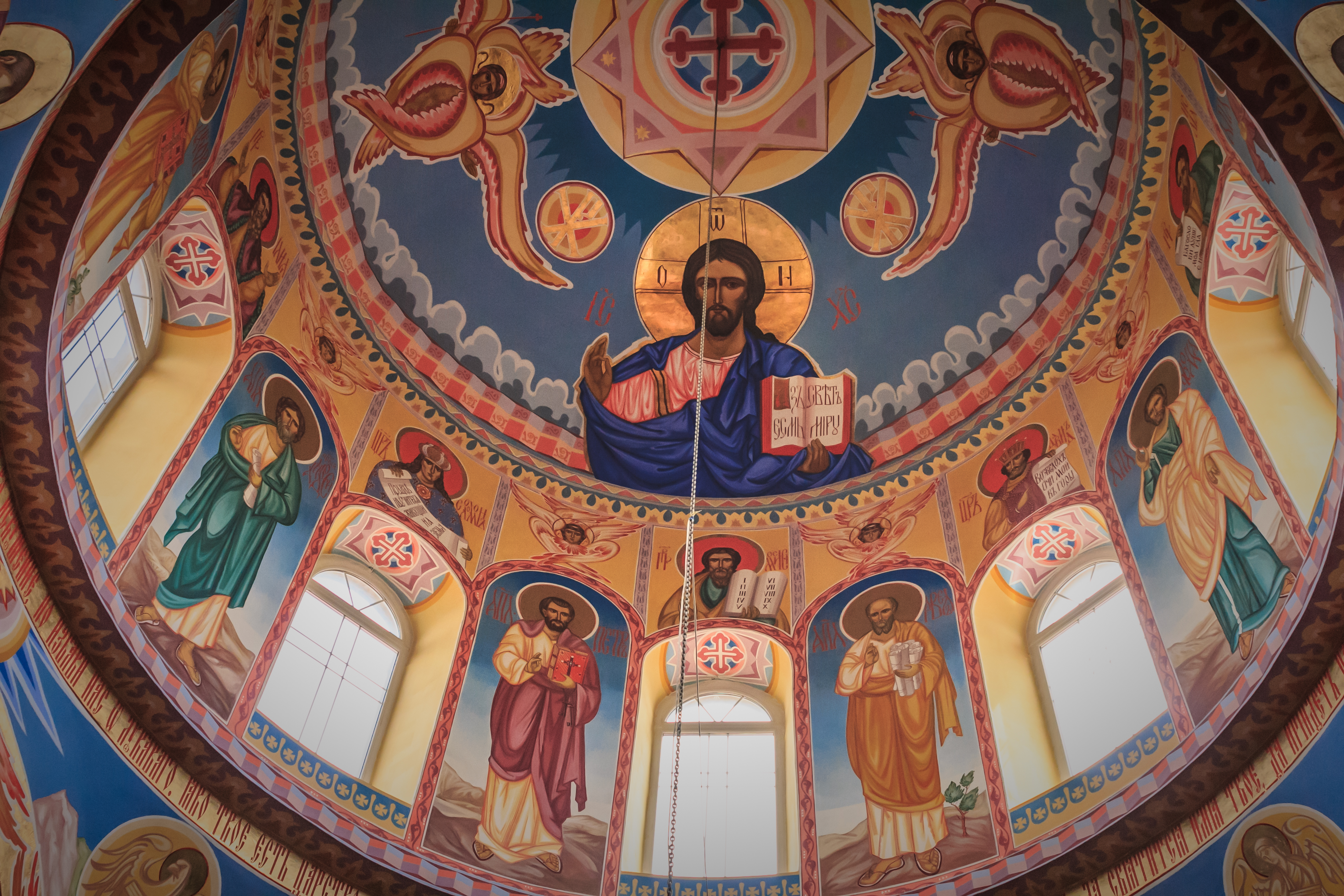
La cupola della chiesa di San Giovanni (dal 2023 — Chiesa ortodossa dell'Ucraina)
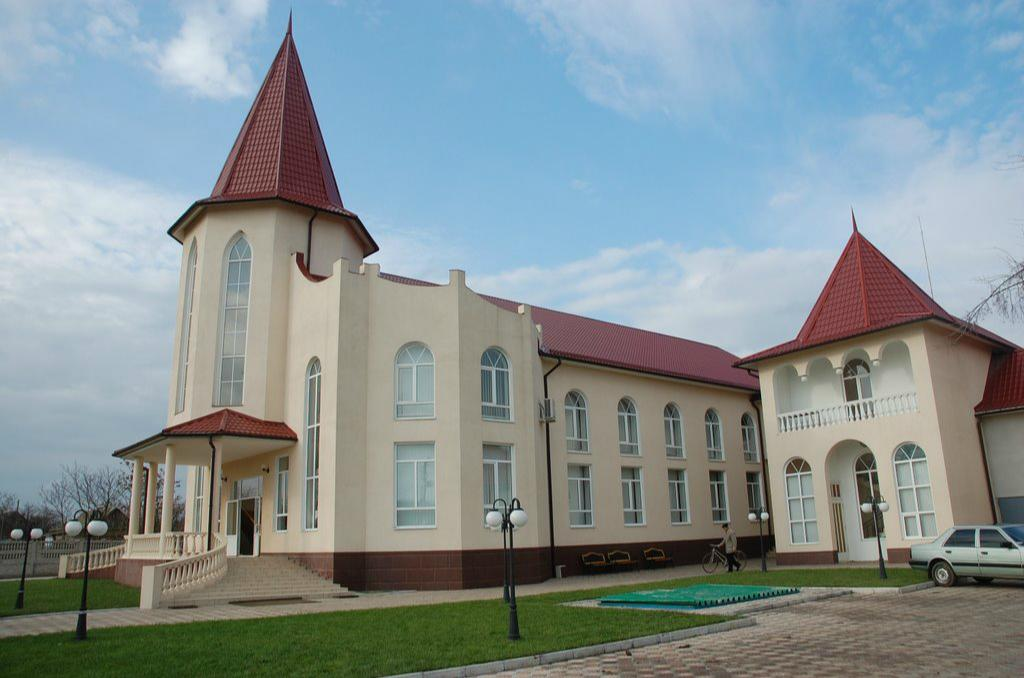
Facciata della Chiesa Battista, detta anche Casa del Vangelo

## Storia
Nel 1776, accanto alla tenuta del generale dell'esercito ottomano, Kara Mahmet (turco ottomano: Kara Mehmet), sulla riva del torrente Techia, apparve il primo insediamento ucraino, fondato da famiglie cosacche del Sič di Zaporižžja. Il 23 aprile 1790 l'insediamento fu trasformato in sloboda. Nel 1812, in seguito al Trattato di Bucarest, entrò a far parte del dell'Oblast della Bessarabia, all'interno dell'Impero russo. Nel 1856, in base al Trattato di Parigi, l'insediamento entrò a far parte dei territori sotto la sovranità dell'Impero Ottomano: Principato di Moldavia (1856–1859), Principati uniti di Moldavia e Valacchia (1859–1862), Principati uniti rumeni (1862–1866), Principato di Romania (1866–1878). Furono così introdotti lavoro e tasse per gli abitanti. Nel 1878, secondo il Trattato di Berlino, il villaggio tornò al Governatorato della Bessarabia dell'Impero russo e il Principato di Romania ottenne l'indipendenza. Nel 1917, dopo il crollo dell'Impero russo, il villaggio entrò a far parte dell'autoproclamata Repubblica Democratica di Moldavia, formata nell'ex Governatorato della Bessarabia. Nel 1918, il Regno di Romania inviò le proprie truppe nel Governatorato della Bessarabia (compreso il villaggio) e fu presa la decisione di annettere la Bessarabia al Regno di Romania. Nel 1940, secondo il patto Molotov-Ribbentrop, l'Unione Sovietica annesse la Bessarabia all'URSS e il villaggio fu inglobato nella RSS Ucraina. Nel 1941, dopo l'inizio dell'Operazione Barbarossa da parte dell'Asse, il paese fu occupato dalla Romania. Nel 1944, durante la seconda offensiva Iași-Chișinău, l'esercito sovietico liberò il villaggio dalle forze occupanti. Nel 1991, dopo la dissoluzione dell'Unione Sovietica, il villaggio divenne parte dell'Ucraina.

## Società

### Lingue
Secondo il censimento del 2001, la maggioranza della popolazione di Ševčenkove era di lingua ucraina (96,85%).
UcrainoRussoRomenoBulgaroGagausaRomanesAltroUcrainoRussoRomenoBulgaroGagausaRomanesAltroDistribuzione della popolazione per lingua madre